# Ambystoma gracile
Ambystoma gracile is een landbewonende salamander uit de familie molsalamanders (Ambystomatidae). De soort werd voor het eerst wetenschappelijk beschreven door Spencer Fullerton Baird in 1859. Oorspronkelijk werd de wetenschappelijke naam Siredon gracilis gebruikt.

## Uiterlijke kenmerken
Ambystoma gracile bereikt een lichaamslengte van 14 tot 22 centimeter inclusief de staart. De salamander heeft een rond lichaam met een sterk zijdelings afgeplatte staart, de kop en gifklieren (parotoïden) zijn erg groot; onder de gifklieren loopt een huidplooi van net achter het oog tot in de nek. De kleur is grijs tot zwart zonder echte tekening, vaak zijn zeer kleine lichtere puntjes aanwezig op de gladde en rubberachtige huid. De kleur van de buik is lichtgrijs tot witgrijs en de poten en tenen zijn goed ontwikkeld.

## Verspreiding en habitat
Ambystoma gracile komt voor in de Verenigde Staten; in het uiterste noordoosten rond het Cascadengebergte. De salamander leeft in vochtige biotopen, zoals de strooisellaag van bossen, of tussen de lagere vegetatie in heidevelden, graslanden en moerassen, en schuilt onder stenen of houtstapels.

## Levenswijze
Soms hebben volwassen exemplaren nog kleine kieuwen, want deze soort heeft een iets variabele ontwikkeling. Meestal vindt volledige gedaanteverwisseling plaats, maar niet altijd; de volwassen exemplaren behouden soms enkele juveniele kenmerken zoals de kieuwen hoewel deze wel aanmerkelijk kleiner worden, dit wordt ook wel neotenie genoemd. Dit komt ook voor bij de axolotl (Ambystoma mexicanum). Nadeel is dat exemplaren met kieuwen sterker aan water gebonden zijn.
Volledig ontwikkelde exemplaren zijn ver van water te vinden, behalve in de paartijd als de volwassen dieren massaal naar oppervlaktewater trekken om te paren en eitjes te leggen. De eitjes worden in een grote, geleiachtige bal afgezet die aan onderwaterplanten wordt bevestigd. Ambystoma gracile is een relatief vrij giftige soort voor andere dieren. Bij de mens veroorzaakt de afscheiding branderige irritaties aan huid en slijmvliezen.